# Ковган Іван Васильович
Іван Васильович Ковган (23 вересня 1972, Копиль — 20 вересня 2023, Джанятаг, Азербайджан) — російський воєначальник, заступник командувача підводних сил Північного флоту Росії з військово-політичної роботи. Учасник кількох військових конфліктів.

## Біографія
Народився в Копилі. Закінчив Тольяттинське вище військове будівельне командне училище (1993), факультет керівного складу органів виховної роботи Військового університету МО РФ (2005). Офіцерську службу проходив на Північному флоті, у тому числі: заступником командира з виховної роботи атомного підводного крейсера стратегічного призначення К-407 «Новомосковськ», заступником командира 31-ї Червонопрапорної дивізії підводних човнів з виховної роботи — начальником відділення виховної роботи дивізії. Остання висока посада — заступник командуючого силами Північного флоту з військово-політичної роботи. Після закінчення Другої Карабаської війни одночасно заняв посаду заступника командувача російського миротворчого контингенту, розміщеного в Карабасі за домовленістю між Баку, Єреваном та Москвою. Проживав у місті Гаджієво. 
Від лютого 2022 року Північний флот РФ бере участь і у російському вторгненні в Україну. Повідомлялося, що у боях задіяні морська піхота, мотострілки, флотська авіація та ППО. Про участь Ковгана у війні російські ЗМІ нічого не писали.
20 вересня 2023 року під час повернення зі спостережного пункту, в районі села Джанятаг, автомобіль УАЗ із п'ятьма російськими миротворцями, серед яких був і Ковган, був розстріляний азербайджанськими військовими із стрілецької зброї. Загинули всі миротворці, що знаходилися в автомобілі. Інцидент стався під час поновлення широкомасштабних військових дій у Нагірному Карабаху, за підсумками яких регіон повністю повернувся під контроль Азербайджану. Ковган не дожив за 3 дні до свого 51-го дня народження.
Похований в рідному місті. На церемонії прощавання були присутні батьки та близькі родичі, товариші по службі а також представники командування Північного флоту та підводних сил.

## Нагороди
- Орден «За військові заслуги» (Російська Федерація)
- Медаль ордена «За заслуги перед Вітчизною» 2-го ступеня.

## Вшанування пам'яті
25 листопада в Карабасі було встановлено меморіальну дошку на честь загиблих миротворців.